# ISO 3166-2:HN
کد ISO 3166-2:HN بخشی از استاندارد ایزو ۳۱۶۶ برای کشور هندوراس است که توسط سازمان بین‌المللی استانداردسازی ISO تنظیم شده‌است این سازمان، کدهای استاندارد را برای تقسیمات کشوری (ایالتها یا استانهای) کشورهای فهرست شده در استاندارد ایزو ۳۱۶۶-۱ تعریف می‌کند.
هر کد شامل دو بخش می‌گردد که توسط علامت - جدا می‌گردند.
- بخش نخست HN که در ایزو ۳۱۶۶-۱ آلفا-۲ کد کشور هندوراس است.
- بخش دوم شامل یک یا دو یا سه حرف است که بیان‌کننده استان یا ایالت کشور هندوراس می‌باشد.

## کدها
| کدها  | بخش                     |
| ----- | ----------------------- |
| HN-AT | استان آتلانتیدا         |
| HN-CL | استان کولون             |
| HN-CM | استان کومایاگوآ         |
| HN-CP | استان کوپان             |
| HN-CR | استان کورتس             |
| HN-CH | استان چولوتکا           |
| HN-EP | استان ال پارائیسو       |
| HN-FM | استان فرانسیسکو مورازان |
| HN-GD | استان گراسیاس آدیوس     |
| HN-IN | استان اینتیبوکا         |
| HN-IB | استان ایسلاس دلا باهیا  |
| HN-LP | استان لاپاز             |
| HN-LE | استان لمپیرا            |
| HN-OC | استان اوکوتپکوئه        |
| HN-OL | استان اولانچو           |
| HN-SB | استان سانتا باربارا     |
| HN-VA | استان واله              |
| HN-YO | استان یورو              |